# Rivière Morin
Pour les articles homonymes, voir Morin.
La rivière Morin est un affluent de la rivière aux Écorces, coulant dans le territoire non organisé de Lac-Ministuk, dans la municipalité régionale de comté (MRC) du Fjord-du-Saguenay, dans la région administrative du Saguenay–Lac-Saint-Jean, dans la province de Québec, au Canada. Le cours de la rivière Morin traverse la partie nord-ouest de la réserve faunique des Laurentides.
La petite vallée de la rivière Morin est située près la route 169. Cette vallée est aussi desservie par quelques routes forestières secondaires, surtout pour les besoins la foresterie et des activités récréotouristiques.
La foresterie constitue la principale activité économique de cette vallée ; les activités récréotouristiques, en second.
La surface de la rivière Morin est habituellement gelée du début de décembre à la fin mars, toutefois la circulation sécuritaire sur la glace se fait généralement de la mi-décembre à la mi-mars.

## Géographie
Ce cours d'eau coule parallèlement à la rivière aux Écorces avant de s'y jeter, près de la rivière Sawine. Il draine notamment le lac Morin et le lac Cadieux appelé autrefois Petit lac Morin, dont les superficies respectives sont de 0,98 km2 et 0,05 km2. La rivière Morin traverse la route reliant Québec au Lac-Saint-Jean, dans la partie nord de la réserve faunique des Laurentides ; le lac comme la rivière sont exploités pour la pêche à la truite mouchetée.
Les principaux bassins versants voisins de la rivière Morin sont :
- côté nord : lac Alexis, bras des Angers, rivière Pikauba, ruisseau Plessis, ruisseau Barnabé, ruisseau L'Abbé, rivière aux Écorces ;
- côté est : rivière Sawine, rivière Pika, rivière Pikauba, Le Grand Ruisseau, ruisseau Damasse, Petite rivière Pikauba, rivière Cyriac ;
- côté sud : ruisseau Girard, ruisseau Blanc, rivière Pika, rivière aux Canots ;
- côté ouest : rivière aux Écorces, ruisseau à Thom, ruisseau à Paul, lac de la Belle Rivière, lac à la Carpe, rivière Métabetchouane.

La rivière Morin prend sa source d’un ruisseau de montagne (altitude : 590 m) en zone forestière dans la réserve faunique des Laurentides. Cette source est située à :
- 6,0 km au sud du lac Morin ;
- 3,8 km à l’ouest du lac Pika ;
- 5,2 km à l’ouest du lac Hocquart ;
- 5,0 km au nord de la rivière aux Canots ;
- 6,6 km à l’est de la rivière aux Écorces ;
- 10,6 km au sud-ouest de la route 169 ;
- 22,0 km au sud de la confluence de la rivière Morin et de la rivière aux Écorces ;
- 49,2 km au sud-est du lac Saint-Jean[3].

À partir de sa source, la rivière Morin coule sur 33,1 km avec une dénivellation de 250 m entièrement en zone forestière, selon les segments suivants :
Cours supérieur de la rivière Morin (segment de 9,5 km)
- 4,3 km vers le nord, courbant vers le nord-ouest en fin de segment jusqu’à la décharge (venant du nord-ouest) du lac des Panicauts ;
- 1,6 km vers le nord-est en formant un crochet vers l’est, jusqu’à la décharge (venant du sud) du lac Cadieux ;
- 1,9 km vers le nord jusqu’à la décharge (venant du sud-est) des lacs de l’Éminence, Gareau et des Éphémères ;
- 1,7 km vers le nord en formant de petits serpentins jusqu’à la décharge (venant du sud-est) du lac Morin ;

Cours intermédiaire de la rivière Morin (segment de 13,7 km)
- 7,1 km vers le nord-ouest en formant de petits serpentins en fin de segment jusqu’à la décharge (venant de l’ouest) du lac Choquette ;
- 4,9 km d’abord vers l’est, puis vers le nord en formant une grande courbe vers l’est, puis formant une boucle vers l’ouest en fin de segment, jusqu’à un ruisseau (venant de l’est) ;
- 1,7 km vers le nord-ouest en formant un crochet vers le nord, jusqu’au pont de la route 169 ;

Cours inférieur de la rivière Morin (segment de 9,9 km)
- 0,5 km vers le nord-ouest, jusqu’à la décharge (venant du sud-ouest) du Lac des Trois Îles ;
- 3,9 km vers le nord-ouest en serpentant dans une plaine comportant trois zones de marais jusqu’à la rive est du lac Gatien ;
- 0,9 km vers le nord-est en contournant par l’ouest une presqu’île en traversant le lac en Gatien (longueur : 1,2 km ; altitude : 351 m) formé par l’élargissement de la rivière, jusqu’à son embouchure. Note : ce lac est entouré de marais. Il est alimenté par l’étang des Toupillons et le lac Lor ;
- 3,7 km vers le nord-est en zone de marais en début de segment, en formant un grand S, puis en traversant le lac en Arche (longueur : 1,5 km ; altitude : 341 m) formé par l’élargissement de la rivière, jusqu’à son embouchure ;
- 0,9 km vers le nord-est, jusqu’à son embouchure[3].

La rivière Morin se déverse sur la rive sud de la rivière aux Écorces. Cette confluence est située à :
- 0,3 km au sud-ouest de la confluence de la rivière Sawine et de la rivière aux Écorces ;
- 7,9 km à l’ouest du cours de la rivière Pikauba ;
- 8,4 km au nord-est du lac de la Belle Rivière ;
- 9,9 km au sud de la confluence de la rivière Pikauba et de la rivière aux Écorces ;
- 15,5 km au sud-ouest de la confluence de la rivière Pikauba et du lac Kénogami ;
- 43,6 km au sud-ouest de la confluence de la rivière Chicoutimi et de la rivière Saguenay dans le secteur Chicoutimi de la ville de Saguenay[3].

À partir de l’embouchure de la rivière Morin, le courant suit successivement le cours de la rivière aux Écorces sur 13,6 km vers le nord-est, le cours de la rivière Pikauba sur 10,6 km généralement vers le nord, traverse le lac Kénogami sur 17,6 km vers le nord-est jusqu’au barrage de Portage-des-Roches, puis suit le cours de la rivière Chicoutimi sur 26,2 km vers l’est, puis le nord-est et le cours de la rivière Saguenay sur 114,6 km vers l’est jusqu’à Tadoussac où il conflue avec l’estuaire du Saint-Laurent.

## Toponymie
En 1914, ce cours d'eau parait sur une carte sous la dénomination de « Rivière Vaseuse » ; en 1928, la même dénomination apparaît sur une autre carte accompagnée de la variante « Rivière Morin ». Ce dernier toponyme est indiqué par la suite sur des cartes de 1943 et de 1954.
Le nom de Morin évoque l’œuvre de vie de Joseph Morin (Baie-Saint-Paul, 1854 - Québec, 1915), marchand, cultivateur et secrétaire-trésorier de la municipalité charlevoisienne, avant de se lancer en politique active. Il fut élu député libéral de la circonscription de Charlevoix de 1886 à 1897, puis réélu en 1900. Ne s'étant pas présenté lors de l'élection de 1904, il fut nommé gouverneur de la prison de Québec deux années plus tard, poste qu'il occupa de 1906 à 1915.
Plus d'une centaine d'entités géographiques, essentiellement des lacs et des petits cours d'eau, évoquent diverses personnes de ce patronyme dans différentes régions du territoire québécois.
Le toponyme « Rivière Morin » a été officialisé le 5 décembre 1968 à la Banque des noms de lieux de la Commission de toponymie du Québec.